# Толгар-оол, Оюн Араптанович
Оюн Араптанович Толгар-оол (13 августа 1912, Улуг-Хемский кожуун — неизвестно) — кандидат исторических наук, почетный гражданин г. Кызыла, заслуженный работник культуры Тувинской АССР.

## Биография
Толгар-оол Оюн Араптанович родился 13 августа 1912 года в селе Ак-Тал (на территории современного Улуг-Хемского кожууна Тывы). Детство прошло в тяжелые времена патриархально-феодальной Тувы. Перед глазами мальчика прошли бурные исторические события 1917—1921 годов. В 15 летнем возрасте учился в Кызылской начальной школе. На следующий год направили на северный факультет при Институте народов Севера. В 1930-34 годах там же в городе на Неве он окончил курсы национальных меньшинств Советского Востока при ЦИК СССР и получил специальность преподавателя физики и математики национальной средней школы. Вернувшись в Тувинскую Народную Республику, он в течение пяти лет, преподавал и работал заведующим учебной частью в Кызылском учебном комбинате (1934—1938). С 1938 года заведовал школьным сектором Министерства культуры, затем был переведен в аппарат ЦК ТНРП, где работал в качестве переводчика. В 1943 году его назначают редактором газеты «Шын». Избирался членом Малого Хурала ТНР. После завершения второй мировой войны он учился в Высшей партийной школе при ЦК КПСС. С 1953 по 1961 годы он заведовал отделом партийных органов Тувинского областного комитета КПСС, затем перешел на научно-исследовательскую работу в качестве заместителя директора ТНИИЯЛИ (ныне ТИГПИ) по научной части.

## Научная деятельность
О. А. Толгар-оол проявил себя хорошим организатором, вдумчивым и плодотворным работником. В 1967 г. он успешно защитил диссертацию на соискание ученой степени кандидата исторических наук на тему «Образование и идейно-организационное укрепление Тувинской народно-революционной партии (1922—1929 гг.)». Издал Русско-тувинский словарь общественно-политических терминов (1966), научную монографию «Во главе аратских масс. Борьба ТНРП за укрепление народно-демократического строя в Туве» (1969). Является соавтором коллективной научной монографии «Очерки истории Тувинской организации КПСС» (1975). Принимал участие во Всесоюзной конференции языковедов в Алма-Ате (1962), Всемирном конгрессе миролюбивых сил в Москве (1979).
Он занимался не только научной работой, но и педагогической. Преподавал в Тувинском консультационном пункте заочной Высшей партийной школы при ЦК КПСС. Был деканом заочного отделения Университета марксизма-ленинизма обкома КПСС. Неоднократно избирался в областной Совет депутатов трудящихся. Являлся председателем Комитета защиты мира Тувы, председателем правления Кызылской городской организации общества «Знание».

## Награды и звания
- орден «Трудового Красного Знамени» (1946)
- орден «Знак почета» (1949)
- орден «Знак почета» (1957)
- медаль «За доблестный труд в Великой Отечественной войне 1941—1945» (1945)
- медаль "За доблестный труд. В ознаменование 100-летия со дня рождения В. И. Ленина " (1970)
- медаль Советского комитета защиты мира «Борцу за мир» (1977)
- заслуженный работник культуры Тувинской АССР
- почетный гражданин г. Кызыла[3].